# Máder Rezső
Máder Rezső, Raoul Mader (Pozsony, 1856. június 25. – Budapest, 1940. október 16.) karmester, zeneszerző, színházigazgató.

## Életútja
A bécsi konzervatóriumban tanult, majd 1882-től 1895-ig ugyanott tanított is. Ezután az Operaház korrepetitoraként dolgozott, 1895-től pedig karmestere volt. 1901-től ugyanitt helyettes, 1902-től kinevezett igazgató, ő volt az első, aki intendáns nélkül irányította a színházat. Olyan műsort és szereplőgárdát válogatott, amelyek által az Operaház Budapest leglátogatottabb színháza lett. 1907–08-ban igazgatója volt a Népszínház–Vígoperának, ahol számos új operaelőadást és népszínművet tűzött műsorra. Ő nyitotta meg a Népszínház-Vígopera színiiskoláját. 1917 és 1919-ben a bécsi Volksopert igazgatta, majd 1921-től 1925-ig újra az Operaházat vezette. Az intézmény örökös tagja.
A Fiumei úti sírkertben korábban fakereszttel jelölt, 2004 óta a Nemzeti sírkert részeként védett sírjára (41/1-1-75) az új síremlékét 2010 tavaszára emeltette a Nemzeti Emlékhely és Kegyeleti Bizottság.

## Fontosabb zeneművei
- Die Flüchtlinge (vígopera)
- Die Hochzeit im Frisiersalon (balett)
- A piros cipő (Die roten Schuhe, balett, 1897)
- She (1898)
- Kadétkisasszony (Fräulein Kadett, operett, 1900)
- Szerelmi kaland (1902)
- Das Garnisonsmädel (operett, 1904)
- Der selige Vinzenz (operett, 1907)
- A nagymama (1908)
- Mályvácska királykisasszony (1921)

## Írásai
- Az énekoktatás a nép-és polgári iskolákban, 1878.